# Большегривское городское поселение
Большегри́вское городско́е поселе́ние — муниципальное образование в Нововаршавском районе Омской области Российской Федерации.
Административный центр — рабочий посёлок Большегривское.

## История
Статус и границы городского поселения установлены Законом Омской области от 30 июля 2004 года № 548-ОЗ «О границах и статусе муниципальных образований Омской области»

## Население
| 2010  | 2011  | 2012  | 2013  | 2014  | 2015  | 2016  |
| ----- | ----- | ----- | ----- | ----- | ----- | ----- |
| 3637  | ↘3622 | ↘3606 | ↘3597 | ↘3569 | ↘3519 | ↘3514 |
| 2017  | 2018  | 2019  | 2020  | 2021  | 2023  |       |
| ↘3465 | ↘3408 | ↘3406 | ↘3375 | ↘3044 | ↘3018 |       |

## Состав городского поселения
| № | Населённый пункт | Тип населённого пункта                  | Население |
| - | ---------------- | --------------------------------------- | --------- |
| 1 | Большегривское   | рабочий посёлок, административный центр | ↘3018     |